# PSV Neustrelitz
Der PSV Neustrelitz (Polizeisportverein Neustrelitz e. V.) wurde 1990 gegründet und ist einer der größten Sportvereine in Neustrelitz. Das Aushängeschild des Vereins sind die Volleyballmänner, die seit 2020 in der 2. Bundesliga Nord spielen.

## Volleyball
Volleyball wurde in Neustrelitz seit 1950 bei der BSG Lokomotive Neustrelitz und seit den 1960er Jahren bei Dynamo Neustrelitz gespielt. Seit 1990 sind die Volleyballer im neugegründeten PSV integriert. Ab 2015 spielten die Männer (mit einer Unterbrechung 2016/17) in der 3. Liga Nord und gewannen hier 2018/19 die Meisterschaft. Der größte Erfolg der Vereinsgeschichte war der Aufstieg 2020 in die 2. Volleyball-Bundesliga Nord. Im Jahr 2022 erreichte die 1. Herrenmannschaft das Achtelfinale des DVV-Pokals. 
Die Heimspiele des PSV Neustrelitz werden in der Strelitzhalle (Lage) gegenüber dem Gymnasium Carolinum ausgetragen. Von August 2022 bis Januar 2025 musste der Verein auf andere Alternativen zurückgreifen, da die Halle infolge Starkregens unter Wasser stand und während des Zeitraums aufwendig saniert werden musste. 
Beim PSV-Volleyball gibt es noch eine weitere Männermannschaft (Landesliga) und drei Frauenmannschaften (Landesklasse, Landesliga & Verbandsliga).

## Weitere Sportarten
Außer Volleyball werden beim PSV Neustrelitz noch die Sportarten Aikido, Fußball, Gymnastik, Handball, Judo, Wandern, Tischtennis und Turnen ausgeübt.